# Solar (ca sĩ)
Đây là một tên người Triều Tiên, họ là Kim.
Kim Yong-sun (Hangul: 김용선, Hanja: 金容仙, Hán-Việt: Kim Dung Tiên, sinh ngày 21 tháng 2 năm 1991), thường được biết đến với nghệ danh Solar (Hangul: 솔라), là một nữ ca sĩ người Hàn Quốc, trưởng nhóm và là giọng ca chính của nhóm nhạc nữ Mamamoo do công ty RBW thành lập và quản lý.

## Tiểu sử
Kim Yong-sun được sinh ra tại Gangseo-gu, Seoul, Hàn Quốc, cô ấy sống với bố mẹ và người chị gái, Yong-hee. Solar tốt nghiệp từ trường Modern K Music Academy University.

## Sự nghiệp

### 2015
Solar xuất hiện trên chương trình King of Mask Singer của đài MBC với tư cách "Sunflower" từ tập 21 đến tập 22.
Cô có bản nhạc phim đầu tiên trong sự nghiệp với bài hát "Star", hát cùng với Kim Minjae cho phim Second 20s bởi đài tvN. Bài hát ra mắt vào ngày 2 tháng 10.
Vào ngày 16 tháng 10, Solar ra mắt phần đầu tiên của dự án Solar Emotion, cũng như bắt đầu sự nghiệp solo (chưa chính thức) của cô. Đĩa đơn được ra mắt là bài "Livin Like a Fool", một bài hát của Kim Do-hyang. Sau đó, cô ra mắt phần thứ hai của dự án với bài hát "Only Long Grows", một bài hát của Yeojin, vào ngày 11 tháng 12.

### 2016
Solar góp giọng trong địa đơn "loveagain" của Yang Da Il ra mắt ngày 29 tháng 3. Bài hát sau đó được bao gôm trong album "Say" của Yang Da Il ra mắt ngày 27 tháng 4.
Từ ngày tháng 4 đến tháng 11 cùng năm, Solar tham gia show truyền hình thực tế We Got Married cùng với Eric Nam. Trong thời gian đó, cô cũng ra mắt phần thứ ba của dự án Solar Emotion với bài hát "In My Dreams", bản gốc bởi Cho Deok-bae, ra mắt ngày 8 tháng 7.

### 2017
Solar ra mắt phần thứ tư của dự án Solar Emotion vào ngày 21 tháng 2, sinh nhật của cô, với ca khúc chủ đề là bài hát "Happy People", bản gốc bời Sunflower. Đĩa đơn đi kèm với một intro. Với phần thứ năm của dự án, ra mắt ngày 17 tháng 10, Solar ra mắt 2 đía đơn. Cái đầu tiên là bài "Alone People", bản gốc bởi Lee Jeongseon; bài còn lại là "Autumn Letter", bản gốc bởi Kim Minki.
Solar góp giọng cho ca khúc chủ đề "Cloudy" cho album của Kiggen vào ngày 15 tháng 11.
Vào ngày 2 tháng 12, Solar tham gia show Battle Trip cùng Moon Byul tới Hồng Kông vào tập 74.

### 2018
Solar ra mắt phần thứ sáu của dự án Solar Emotion dưới dạng album mở rộng vào ngày 24 tháng 4, bao gồm những bài "Where the Wind Rises", "Nada Sou Sou", "It's Been A Long Time", và "Star Wind Flower Sun". Phiên bản đĩa than của album cũng được ra mắt sau đó, phiên bản bao gồm tất cả những ca khúc trước đó của dự án.
Từ ngày 27 đến ngày 29 tháng 4, Solar tổ chức concert cá nhân Emotion Concert Blossom để mừng sự ra mắt phần 6 của dự án. Buổi concert được tổ chức tại trường đại học Ewha ở Seoul, sau đó lại được tổ chức thêm lần nữa vào ngày 16 - 17 tháng 6 tại Sohyang Theater Shinhan Card Hall ở Busan.
Vào ngày 22 tháng 8, Solar góp giọng trong đĩa đơn "LEOPARD" của Ravi. Sau đó, cô góp giọng trong đĩa đơn "LIE YA" bởi Cosmic Girl được ra mắt ngày 13 tháng 10.

## Danh sách đĩa nhạc

### Single
| Năm  | Tựa đề                                                                                    | Vị trí xếp hạng cao nhất | Doanh số       | Album                               |
| Năm  | Tựa đề                                                                                    | Hàn                      | Doanh số       | Album                               |
| ---- | ----------------------------------------------------------------------------------------- | ------------------------ | -------------- | ----------------------------------- |
|      | Ca sĩ chính                                                                               |                          |                |                                     |
| 2015 | "Lived Like A Fool" (바보처럼 살았군요)                                                   | 43                       | - Hàn: 68,433+ | Solar Emotion                       |
| 2015 | "Only Longing Grows" (그리움만 쌓이네)                                                    | 69                       | - Hàn: 56,223+ | Solar Emotion                       |
| 2016 | "In My Dreams" (꿈에)                                                                     | 72                       | - Hàn: 29,325+ | Solar Emotion                       |
| 2017 | "Happy People" (행복을 주는 사람)                                                         | 49                       | - Hàn: 33,808+ |                                     |
|      | Cộng tác                                                                                  |                          |                |                                     |
| 2015 | "Coffee & Tea" với Eddy Kim                                                               | 53                       | - Hàn: 65,511+ | Dokkun Project Part.4               |
| 2015 | "Star" (별) với Kim Min-jae                                                               | 68                       | - Hàn: 44,756+ | OST Twenty Again                    |
| 2015 | "Like Yesterday" (어제처럼) với Moonbyul                                                  | 54                       | - Hàn: 33,185+ | OST Two Yoo Project Sugar ManPart.6 |
| 2016 | "Angel" với Wheein                                                                        | 26                       | - Hàn: 80,597+ | Memory                              |
| 2016 | "Mellow" (꿀이 떨어져) với Hwang Chi-yeul                                                 | 48                       | - Hàn: 44,110  | Fall In, Girl Volume.2              |
| 2017 | "Honey Bee" với Luna và Hani                                                              | 38                       | - Hàn: 66,910+ | Non-album single                    |
|      | Tham gia                                                                                  |                          |                |                                     |
| 2016 | "Love Again" Yang Da-il feat. Solar                                                       | —                        | - Hàn 23,029+  | Non-album single                    |
|      | "—" cho biết album không lọt vào bảng xếp hạng hoặc không được phát hành tại khu vực này. |                          |                |                                     |

### Các bản nhạc phim
| Năm  | Bài hát                   | Single                                   | Phim                          |
| ---- | ------------------------- | ---------------------------------------- | ----------------------------- |
| 2015 | Star                      | Second 20s OST Part.6                    | Second 20s                    |
| 2020 | Blue Bird                 | RUN ON OST Part.3                        | RUN ON                        |
| 2021 | Adrenaline (English ver.) | Vincenzo OST Part.3                      | Vincenzo                      |
| 2021 | Always, be with you       | Lovers of the Red Sky OST Part.2         | Lovers of the Red Sky         |
| 2021 | Winterblooming            | School 2021 Part.7                       | School 2021                   |
| 2022 | Dun Dun Dun               | Kill Heel OST Part.4                     | Kill Heel                     |
| 2023 | Eternal                   | Pandora: Beneath the Paradise OST Part.1 | Pandora: Beneath the Paradise |
| 2023 | It's Been A Long Time     |                                          | Cobweb                        |
| 2023 | EXIT                      | The Escape of the Seven OST Part.1       | The Escape of the Seven       |

### Viết lời và sản xuất

#### Với tư cách ca sĩ chính
| Năm  | Ca sĩ    | Bài hát                          | Vai trò                  | Single               | Album                   |
| ---- | -------- | -------------------------------- | ------------------------ | -------------------- | ----------------------- |
| 2015 | Mamamoo  | Um Oh Ah Yeh                     | Lời bài hát              |                      | Pink Funky              |
| 2016 | Mamamoo  | Taller Than You                  | Lời bài hát              | Taller Than You      | Melting                 |
| 2016 | Mamamoo  | You're the Best                  | Lời bài hát              |                      | Melting                 |
| 2016 | Mamamoo  | Friday Night                     | Lời bài hát              |                      | Melting                 |
| 2016 | Mamamoo  | My Hometown                      | Lời bài hát và soạn nhạc |                      | Melting                 |
| 2016 | Mamamoo  | Recipe                           | Lời bài hát và soạn nhạc |                      | Melting                 |
| 2016 | Mamamoo  | Memory (Draw & Draw & Draw)      | Lời bài hát              |                      | Memory                  |
| 2016 | Mamamoo  | Décalcomanie                     | Lời bài hát              |                      | Memory                  |
| 2016 | Mamamoo  | Never Letting Go                 | Lời bài hát              |                      | Memory                  |
| 2017 | Mamamoo  | Yes I Am                         | Lời bài hát              |                      | Purple                  |
| 2017 | Mamamoo  | Aze Gag                          | Lời bài hát và soạn nhạc |                      | Purple                  |
| 2018 | Mamamoo  | From Winter to Spring            | Lời bài hát và soạn nhạc |                      | Yellow Flower           |
| 2018 | Mamamoo  | Star Wind Flower Sun             | Lời bài hát và soạn nhạc |                      | Yellow Flower           |
| 2018 | Solar    | Star Wind Flower Sun (Solo Ver.) | Lời bài hát và soạn nhạc |                      | Solar Emotion Part.6    |
| 2018 | Mamamoo  | Sleep on the Car                 | Lời bài hát và soạn nhạc |                      | Red Moon                |
| 2018 | Mamamoo  | Hello (Solar solo)               | Lời bài hát và soạn nhạc |                      | Blue;s                  |
| 2019 | Mamamoo  | gogobebe                         | Lời bài hát              |                      | White Wind              |
| 2019 | Mamamoo  | I'm Your Fan                     | Lời bài hát và soạn nhạc |                      | reality in Black        |
| 2020 | Solar    | A song from the past             | Lời bài hát              | A song from the past |                         |
| 2020 | Solar    | Spit it out                      | Lời bài hát và soạn nhạc | SPIT IT OUT          |                         |
| 2020 | Solar    | Ddun Ddun Ddun                   | Lời bài hát và soạn nhạc | Ddun Ddun Ddun       |                         |
| 2021 | Mamamoo  | gogobebe (Rock Version)          | Lời bài hát              |                      | I Say Mamamoo: The Best |
| 2021 | Mamamoo  | Decalcomanie 2021                | Lời bài hát              |                      | I Say Mamamoo: The Best |
| 2021 | Mamamoo  | Um Oh Ah Yeh 2021                | Lời bài hát              |                      | I Say Mamamoo: The Best |
| 2021 | Mamamoo  | Yes I Am (Funk Boost Version)    | Lời bài hát              |                      | I Say Mamamoo: The Best |
| 2022 | Solar    | RAW                              | Lời bài hát              |                      | 容 : FACE               |
| 2022 | Solar    | HONEY                            | Lời bài hát và soạn nhạc |                      | 容 : FACE               |
| 2022 | Solar    | chap chap                        | Lời bài hát và soạn nhạc |                      | 容 : FACE               |
| 2022 | Solar    | Big Booty                        | Lời bài hát và soạn nhạc |                      | 容 : FACE               |
| 2022 | Mamamoo  | 1, 2, 3 Eoi!                     | Lời bài hát              |                      | Mic On                  |
| 2023 | Mamamoo+ | Chico malo                       | Lời bài hát              | Chico malo           | ACT 1, SCENE 1          |
| 2023 | Mamamoo+ | LLL                              | Lời bài hát và soạn nhạc |                      | ACT 1, SCENE 1          |
| 2023 | Mamamoo+ | dangdang                         | Lời bài hát và soạn nhạc |                      | TWO RABBITS             |
| 2024 | Solar    | Colors                           | Lời bài hát và soạn nhạc |                      | COLOURS                 |
| 2024 | Solar    | But I                            | Lời bài hát              |                      | COLOURS                 |
| 2024 | Solar    | Empty                            | Lời bài hát và soạn nhạc |                      | COLOURS                 |
| 2024 | Solar    | Easy Peasy                       | Lời bài hát và soạn nhạc |                      | COLOURS                 |
| 2024 | Solar    | Blues                            | Lời bài hát              |                      | COLOURS                 |

#### Với tư cách ca sĩ hỗ trợ
| Năm  | Ca sĩ        | Bài hát | Vai trò                  | Single  |
| ---- | ------------ | ------- | ------------------------ | ------- |
| 2018 | Ravi         | LEOPARD | Lời bài hát và soạn nhạc | LEOPARD |
| 2018 | Cosmic Girls | LIE YA  | Lời bài hát và soạn nhạc | LIE YA  |

## Các hoạt động khác

### Phim truyền hình
| Năm  | Đài truyền hình | Tựa đề        | Vai diễn    | Chú thích |
| ---- | --------------- | ------------- | ----------- | --------- |
| 2015 | MBC Every1      | Imaginary Cat | Jung Soo-in | Tập 2 – 5 |

### Chương trình truyền hình
| Năm  | Đài truyền hình | Tựa đề                             | Chú thích                    |
| ---- | --------------- | ---------------------------------- | ---------------------------- |
| 2015 | MBC             | King of Mask Singer                | tham gia với tên "Sunflower" |
| 2016 | MBC             | We Got Married                     |                              |
| 2017 | KBS2            | Battle Trip                        | Tập 74 với Moonbyul          |
| 2021 | KBS             | Immortal Songs 2                   | tập 525                      |
| 2021 | KBS             | Yoo Hee-yeol's Sketchbook          |                              |
| 2022 | KBS             | Listen Up                          | với JUNGKEY                  |
| 2023 | wavve           | VEILED MUSICIAN                    | làm giám khảo                |
| 2023 | KBS2            | Battle Trip 2                      | Tập 11 cùng Moonbyul         |
| 2024 | Mnet            | Build Up: Vocal Boy Group Survival | làm giám khảo                |
| 2024 | KBS2            | Make Mate 1                        | làm giám khảo                |

### MC
| Năm  | Đài truyền hình | Tựa đề                       | Chú thích                        |
| ---- | --------------- | ---------------------------- | -------------------------------- |
| 2015 | MBC             | Show! Music Core             | MC đặc biệt                      |
| 2017 | Mnet            | Gaon Chart Music Awards 2016 | với Leeteuk                      |
| 2017 | KBS             | KBS Gayo Daechukje           | với Mingyu, Yerin và Kang Daniel |

## Concert
Solar đã tổ chức 1 concert và 1 world tour
| Năm  | Tên                                      | Ngày            | Thành phố | Quốc gia   | Địa điểm                               |
| ---- | ---------------------------------------- | --------------- | --------- | ---------- | -------------------------------------- |
| 2018 | Solar Emotion Concert "Blossom" 2018     | 27 – 29 tháng 4 | Seoul     | Hàn Quốc   | Đại học Nữ sinh Ewha                   |
| 2018 | Solar Emotion Concert "Blossom" 2018     | 16 – 17 tháng 6 | Busan     | Hàn Quốc   | Sohyang Theatre Shinhan Card Hall      |
| 2024 | Solar 2ND CONCERT [COLOURS] IN SEOUL     | 1 - 2 tháng 6   | Seoul     | Hàn Quốc   | BLUE SQUARE Masterccard Hall           |
| 2024 | Solar 2ND CONCERT [COLOURS] IN MANILA    | 16 tháng 6      | Manila    | Philippine | The Theatre at Solaire                 |
| 2024 | Solar 2ND CONCERT [COLOURS] IN KAOHSIUNG | 22 tháng 6      | Kaohsiung | Đài Loan   | Kaohsiung Music Center                 |
| 2024 | Solar 2ND CONCERT [COLOURS] IN JAPAN     | 28 - 29 tháng 6 | Kawasaki  | Nhật Bản   | Culttz Kawasaki                        |
| 2024 | Solar 2ND CONCERT [COLOURS] IN HONG KONG | 7 tháng 7       |           |            | AsiaWorld-Expo, Runway 11              |
| 2024 | Solar 2ND CONCERT [COLOURS] IN TAIPEI    | 14 tháng 7      |           |            | Taipei International Convention Center |
| 2024 | Solar 2ND CONCERT [COLOURS] IN SINGAPORE | 27 tháng 7      |           | Singapore  | Capitol Theatre                        |
| 2024 | Solar 2ND CONCERT [COLOURS] IN MACAU     | 6 tháng 10      |           | Macau      | Broadway Theatre                       |

## Fan Meeting
Solar đã tổ chức 2 buổi Fan Meeting
| Năm  | Tên                                 | Ngày       | Địa điểm              |
| ---- | ----------------------------------- | ---------- | --------------------- |
| 2021 | SoLive                              | 24 tháng 4 | interpark             |
| 2024 | SOLAR FAN MEETING [HAPPY SOLAR DAY] | 21 tháng 2 | Ilchi Art Hall, Seoul |

## Buổi triển lãm
| Năm  | Tên                                          | Ngày                 | Địa điểm    |
| ---- | -------------------------------------------- | -------------------- | ----------- |
| 2024 | Solar 2nd Mini Album [COLOURS] : the exhibit | 27 tháng 4 7 tháng 5 | 4LOG, Seoul |

## Giải thưởng và đề cử
| Năm  | Giải thưởng                         | Hạng mục                            | Đề cử cho                                          | Kết quả   |
| ---- | ----------------------------------- | ----------------------------------- | -------------------------------------------------- | --------- |
| 2016 | MBC Entertainment Awards lần thứ 16 | Female Rookie Award in Variety Show | We Got Married                                     | Đề cử     |
| 2016 | MBC Entertainment Awards lần thứ 16 | Best Couple (với Eric Nam)          | We Got Married                                     | Đoạt giải |
| 2021 | KBS Entertainment Awards            | Best Entertainer Award              | The Song We Loved, New Singer & Boss in the Mirror | Đoạt giải |
| 2021 | KBS Entertainment Awards            | Excellence Award                    | The Song We Loved, New Singer & Boss in the Mirror | Đề cử     |
| 2023 | Korea Musical Awards                | Best Newcomer Award female          | Mata Hari                                          | Đề cử     |

### Chương trình âm nhạc

#### The Show
| Năm  | Ngày       | Bài hát       | Điểm |
| ---- | ---------- | ------------- | ---- |
| 2020 | 28 tháng 4 | "Spit it out" | 9100 |